# Makoto Fuchigami
Makoto Fuchigami (ur. 30 lipca 1983 w Akune) – japoński bokser kategorii średniej.

## Kariera zawodowa
Jako zawodowiec zadebiutował 12 czerwca 2007 roku, przegrywając przez techniczny nokaut w 3 starciu, z Norifumim Suzukim. Do końca 2009 roku stoczył jeszcze 17 walk, z czego 12 wygrał i 5 przegrał, dwukrotnie bez powodzenia walcząc o mistrzostwo kraju.
3 października 2010 został mistrzem Japonii w wadze średniej. Rywalem Fuchigamiego był Tetsuya Suzuki, który pokonał go w 2009 roku. Fuchigami zwyciężył w 6 starciu, zdobywając pas. Pas obronił 4krotnie, nokautując wszystkich rodaków. 12 grudnia 2011 roku zdobył również pas OPBF, nokautując w 9 rundzie Koji Sato.
12 maja 2012 roku otrzymał szansę walki o mistrzostwo świata WBO i IBO w wadze średniej. Jego rywalem był Kazach Giennadij Gołowkin. Niestety Japończyk przegrał w 3 rundzie przez TKO, gdy sędzia przerwał walkę po kolejnym nokdaunie, jaki zaserwował mu Gołowkin.